# Valle di Scubiago
La valle di Scubiago è una valle del Canton Ticino.

## Geografia
La vallata è formata dal torrente Censo, che scorre poi verso il fiume Ticino, dove sfocia (presso Claro).
Essa parte dalle sorgenti del torrente (versanti scoscesi del Pizzo di Claro) e passando per il bosco del Censo arriva presso la località Roncaia, dove la valle termina e il Censo intraprende una serie di cascate con le quali arriverà a Scubiago.